# بوکس در المپیک تابستانی ۱۹۸۸

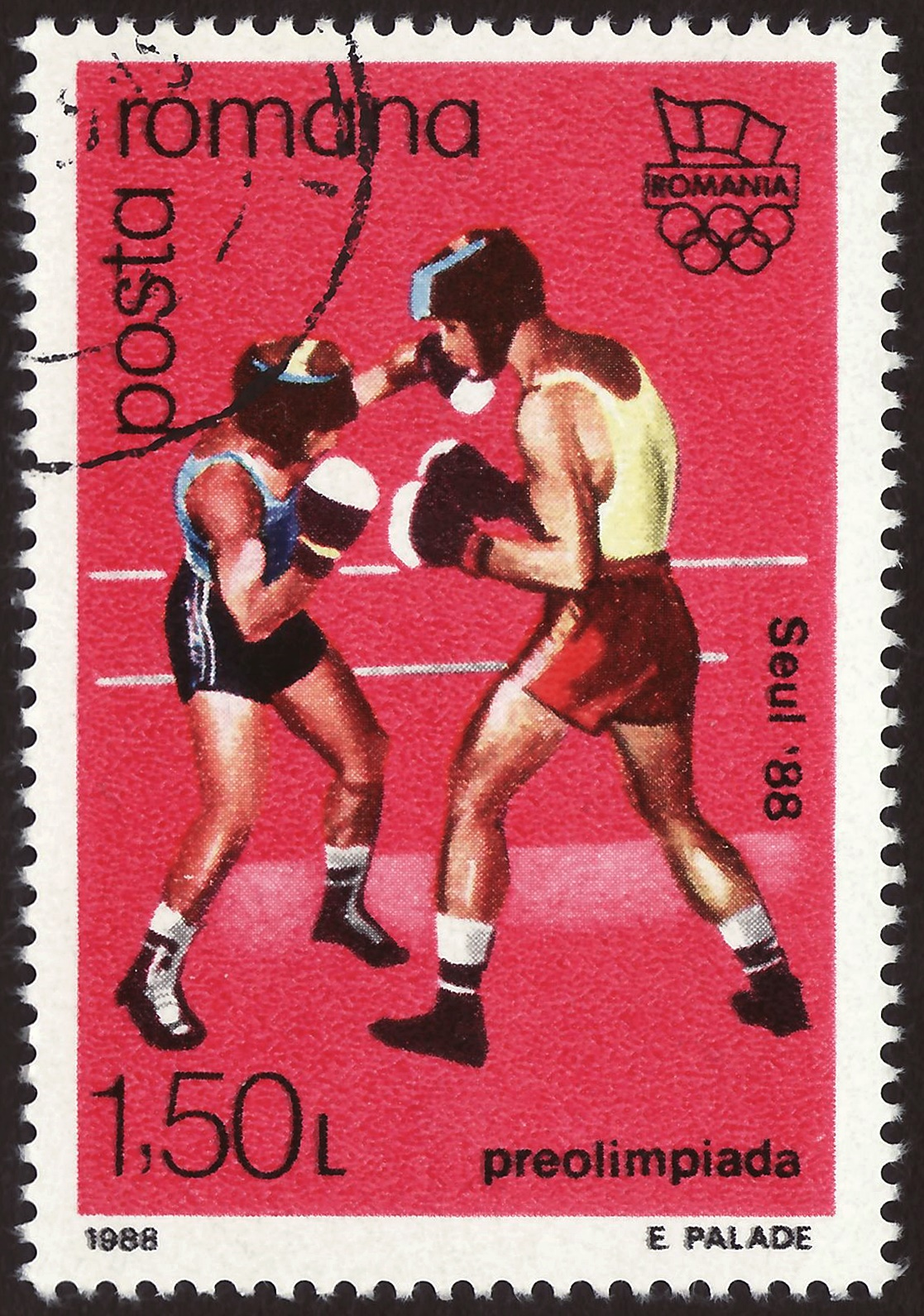
تمبر یادبود المپیک تابستانی در سئول. ژوئن 1988

مشت‌زنی در بازی‌های المپیک تابستانی ۱۹۸۸ نام رویداد ورزش مشت‌زنی در بازی‌های المپیک تابستانی بود که در سال ۱۹۸۸ برگزار شد. این مسابقات از ۱۷ سپتامبر تا ۲ اکتبر در سئول برگزار شد. مسابقات از ۱۲ بخش مردانه انفرادی تشکیل شده بود. ۴۴۱ ورزشکار و ۱۵۹ مقام از ۱۰۶ در این مسابقات حضور داشتند.